# Félix Dupin
 (novembre 2021).
Pour les articles homonymes, voir Dupin.
Félix Dupin est un homme politique français né le 22 juillet 1828 à Montpellier (Hérault) où il est décédé le 12 mai 1877.
Avocat à Montpellier, il est conseiller général et député de l'Hérault de 1871 à 1876. Inscrit à la réunion des réservoirs et au cercle Colbert, il siège avec les monarchistes légitimistes. 

## Sources
- « Félix Dupin », dans Adolphe Robert et Gaston Cougny, Dictionnaire des parlementaires français, Edgar Bourloton, 1889-1891 [détail de l’édition]